# Laurel (Iowa)
Laurel és una població dels Estats Units a l'estat d'Iowa. Segons el cens del 2000 tenia 266 habitants.

## Demografia
Segons el cens del 2000, Laurel tenia 266 habitants, 109 habitatges, i 70 famílies. La densitat de població era de 410,8 habitants/km².
Dels 109 habitatges en un 26,6% hi vivien nens de menys de 18 anys, en un 54,1% hi vivien parelles casades, en un 7,3% dones solteres, i en un 34,9% no eren unitats familiars. En el 32,1% dels habitatges hi vivien persones soles el 20,2% de les quals corresponia a persones de 65 anys o més que vivien soles. El nombre mitjà de persones vivint en cada habitatge era de 2,44 i el nombre mitjà de persones que vivien en cada família era de 3.
Per edats la població es repartia de la següent manera: un 26,3% tenia menys de 18 anys, un 4,9% entre 18 i 24, un 25,9% entre 25 i 44, un 25,9% de 45 a 60 i un 16,9% 65 anys o més.
L'edat mediana era de 40 anys. Per cada 100 dones de 18 o més anys hi havia 96 homes.
La renda mediana per habitatge era de 32.031 $ i la renda mediana per família de 38.125 $. Els homes tenien una renda mediana de 30.208 $ mentre que les dones 17.188 $. La renda per capita de la població era de 14.980 $. Entorn de l'1,4% de les famílies i el 7% de la població estaven per davall del llindar de pobresa.

## Poblacions més properes
El següent diagrama mostra les poblacions més properes.